# 통킹만
통킹만(영어: Gulf of Tonkin)은 베트남과 중화인민공화국 사이에 있는 만이다. 베트남에서는 박보만(베트남어: Vịnh Bắc Bộ / 泳北部, 문화어: 바크보 만), 중국에서는 베이부만(중국어 간체자: 北部湾, 정체자: 北部灣, 병음: Běibù Wān)이라 하는데 이들 모두 "북쪽만"이라는 뜻이다. 통킹이라는 이름은 하노이의 옛 이름인 "동낀"(베트남어: Đông Kinh / 東京)에서 유래했다.

## 지리
통킹만의 면적은 126,250km²입니다. 남중국해의 북서쪽 끝에 자리하고 있으며 깊이가 60m 이하로 얕은 편이다. 홍강이 만으로 흘러들고 있으며 주요 항구 도시로는 중국의 베이하이와 베트남의 하이퐁이 있다. 레이저우반도와 하이난섬이 통킹만에 위치하고 있다.

## 역사

### 통킹만 사건
1964년 8월 미국 대통령 린든 B. 존슨은 북베트남 측이 미국 해군의 구축함을 두 차례 공격하였다고 주장했다. 이 사건은 통킹만 사건이라 불리며 미국이 베트남 전쟁에 본격적으로 참전하게 된 도화선이 되었다. 하지만 실제는 한 차례의 공격만이 있었고 사건 전체는 조작이었음이 후에 밝혀졌다.

### 통킹만의 국경 문제
2000년 12월 25일, 베트남과 중국은 "통킹만 경계 획정 협정" 을 체결하였으며, 이 협정은 2004년 6월 30일에 발효되어 통킹만에서 양국 간 해상 경계를 공식적으로 확정하였다.

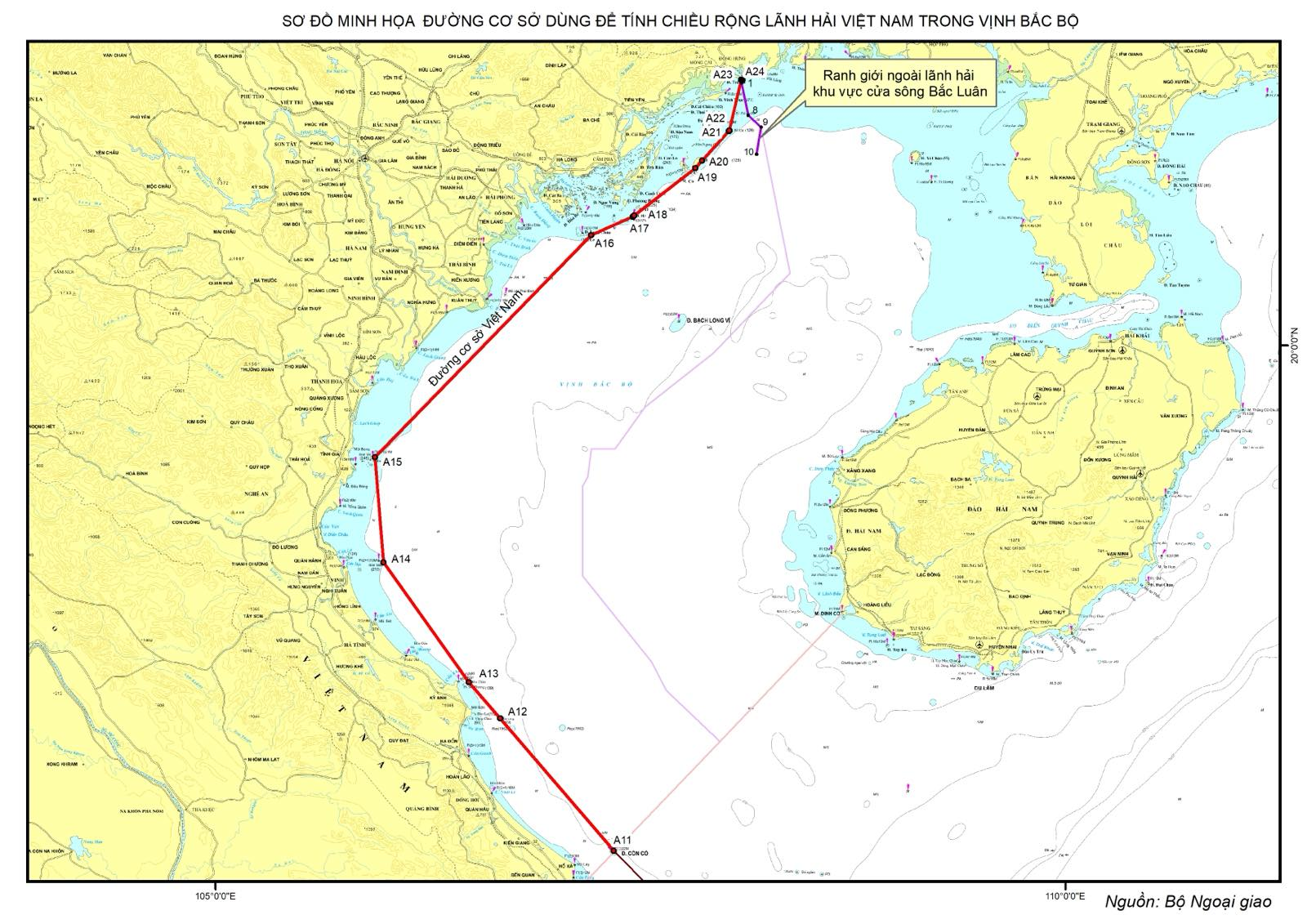
2024년 중국의 선언에 대응하여 발표된 베트남의 2025년 통킹만 영해 기준선 선언. 지도는 베트남어와 한월어 표기만으로 구성되어 있다.

2024년 3월 1일, 중국 정부는 "통킹만 북부 지역 영해 기준선 선언"을 발표하였다. 베트남 중국에 국제법 존중 촉구.
1년 후인 2025년 2월, 베트남도 통킹만에서의 영해 폭을 결정하는 기준선을 발표하였다.

## 같이 보기
- 중화인민공화국의 지리
- 베트남의 지리